# Anopheles kingi
Anopheles kingi este o specie de țânțari din genul Anopheles, descrisă de Samuel Rickard Christophers în anul 1923. Conform Catalogue of Life specia Anopheles kingi nu are subspecii cunoscute.